# Kevin Whelan
Kevin Whelan (né le 8 janvier 1984 à Kerrville, Texas, États-Unis) est un lanceur de relève droitier des Ligues majeures de baseball sous contrat avec les Reds de Cincinnati.

## Carrière
Joueur à la Texas A&M University, Kevin Whelan est un choix de quatrième ronde des Tigers de Detroit en 2005.
Whelan amorce sa carrière en ligues mineures dans l'organisation des Tigers, puis ceux-ci l'échangent aux Yankees de New York le 10 novembre 2006 avec deux autres lanceurs, Humberto Sanchez et Anthony Claggett, pour faire l'acquisition du vétéran Gary Sheffield.
Whelan débute dans les majeures avec les Yankees le 10 juin 2011 par une courte présence en relève contre Cleveland. Il passe toute la saison 2012 en ligues mineures dans le Triple-A.
Il rejoint les Reds de Cincinnati le 19 décembre 2012.